# Ху Їсюань
Ху Їсюань (23 жовтня 1994) — китайський плавець. Учасник літніх Олімпійських ігор 2016, де в попередньому запливі на 200 метрів комплексом посів 22-ге місце і не потрапив до півфіналу.